# Reichstag
Reichstag bezeichnet im Heiligen Römischen Reich und in den europäischen Staaten, die aus dem Römischen Reich hervorgegangen sind, sowie auch in einigen anderen Staaten eine ständische und später parlamentarische Versammlung, die als Gegengewicht zum Kaiser (und später als Gegengewicht zur Reichsleitung oder zur Staatsregierung) dienen sollte.

## Ständevertretungen
Der Reichstag des Heiligen Römischen Reichs, Namensgeber der folgenden Institutionen, wurde von 754 bis 1806 in teils lockerer Folge an wechselnden Tagungsorten abgehalten. Der Immerwährende Reichstag tagte ab 1663 als ständiger Gesandtenkongress in Regensburg. Im Unterschied zum Hoftag spiegelt sich im Begriff „Reichstag“ ein Gegengewicht zur zentralen Staatsgewalt, die noch nicht durch Volksvertretungen, sondern durch die Territorialherren wahrgenommen wurde.

## Parlamentarische Versammlungen
Im 19. Jahrhundert geschah es in vielen Ländern, dass moderne Staaten ihre Organe nach älteren Einrichtungen benannt haben. So erscheint in der deutschen Revolution von 1848/49 wiederholt die Bezeichnung Reichstag für ein Parlament, zum Beispiel:
- im Siebzehner-Entwurf, einem Verfassungsentwurf einer Kommission des Bundestags im April 1848;
- in der Frankfurter Reichsverfassung vom März 1849;
- im Verfassungsentwurf des Dreikönigsbündnises bzw. in der Erfurter Unionsverfassung von 1849/50; dieser Reichstag wurde schließlich in Parlament der Deutschen Union umbenannt.

Es gab auch in Österreich einen Reichstag 1848/49. In Österreich wurde die Bezeichnung Reichstag in der Folge vermieden, 1861 wurde ein Reichsrat eingeführt, um seine bloß beratende Funktion gegenüber dem Kaiser zu betonen. Vom österreichisch-ungarischen Ausgleich 1867 an konnte sich dagegen das ungarische Parlament Reichstag (Ungarn) nennen. 
Im Norddeutschen Bund existierte, im Anschluss an einen Konstituierenden Reichstag 1867, ein Reichstag von 1867 bis zur Gründung des Deutschen Reichs 1871. Auf ihn folgte der Reichstag des Deutschen Kaiserreichs von 1871 bis zum Ende des Ersten Weltkriegs 1918. An ihn wiederum schloss sich der Reichstag der Weimarer Republik 1919 bis zur Machtergreifung der Nationalsozialisten 1933 an. Daraufhin folgte als letztes Parlament dieses Namens der Reichstag in der Zeit des Nationalsozialismus von 1933 bis 1945, der vom Anschluss Österreichs 1938 an Großdeutscher Reichstag genannt wurde.